# Боље пази
Боље пази (енгл. Better Watch Out) аустралијско-амерички је психолошки хорор филм из 2016. године, редитеља Криса Пековера, са Оливијом Дејонг, Левијем Милером, Едом Оксенболдом, Алексом Микићем, Дејкром Монтомеријем, Патриком Ворбертоном и Вирџинијом Мадсен у главним улогама. Радња је смештена за време Божићних празника и прати 12-годишњака који је патолошки заљубљен у своју дадиљу.
Филм је сниман у Сиднеју током јануара и фебруара 2016. Премијерно је приказан у септембру исте године, на Фантастик фесту. Добио је претежно позитивне оцене критичара и оцењен је са 89% на сајту Ротен томејтоуз. Био је номинован за Награду Сатурн за најбољи хорор филм, коју је изгубио од још једног психолошког хорора, Бежи!

## Радња
За време Божићних празника, 17-годишња девојка по имену Ешли унајмљена је да буде дадиља 12-годишњем Луку Лернеру, који је потајно заљубљен у њу. Током ноћи њих двоје напада провалник, за кога се испоставља да је Луков најбољи друг Гарет, који му помаже да импресионира Ешли. Ствари се, међутим, отимају контроли и Лук показује своје право лице...

## Улоге
| Глумац           | Улога         |
| ---------------- | ------------- |
| Оливија Дејонг   | Ешли          |
| Леви Милер       | Лук Лернер    |
| Ед Оксенболд     | Гарет         |
| Алекс Микић      | Рики          |
| Дејкр Монтгомери | Џереми        |
| Патрик Ворбертон | Роберт Лернер |
| Вирџинија Мадсен | Дендра Лернер |